# محوطه گزرو
محوطه گزرو مربوط به سده‌های اولیه و میانه دوران‌های تاریخی پس از اسلام است و در شهرستان گرمی، بخش مرکزی، دهستان آنی، روستای اینی علیا واقع شده و این اثر در تاریخ ۲۷ بهمن ۱۳۸۷ با شمارهٔ ثبت ۲۴۵۴۱ به‌عنوان یکی از آثار ملی ایران به ثبت رسیده است.